# كريستيان ميخيا
كريستيان ميخيا (بالإسبانية: Cristian Mejía) (11 أكتوبر 1990 ببارانكيا في كولومبيا - ) هو لاعب كرة قدم كولومبي في مركز الوسط. شارك مع منتخب كولومبيا تحت 20 سنة لكرة القدم. أما مع النوادي، فقد لعب مع أتلتيكو جونيور وأتليتيكو هويلا وبنيارول وبولتيهنيكا تيميسوارا ونادي تيكوس ونادي دانوبيو وديبورتيس توليما ونادي إنفيغادو ونادي يونياوتيونوما وAlebrijes de Oaxaca ‏.

## وصلات خارجية
- كريستيان ميخيا على موقع قاعدة بيانات كرة القدم.إي يو (الإنجليزية)
- كريستيان ميخيا على موقع Soccerway.com (الإنجليزية)
- كريستيان ميخيا على موقع عالم كرة القدم.نت (الإنجليزية)